# Roque Santa Cruz
Roque Luis Santa Cruz Cantero (* 16. August 1981 in Asunción) ist ein paraguayischer Fußballspieler, der mit Beginn der Clausura 2022, der halbjährigen schließenden Meisterschaft in Paraguay, beim Erstligisten Club Libertad unter Vertrag steht, nachdem er zuvor fünf Jahre lang bei seinem Jugendverein Club Olimpia aktiv war.

## Karriere

### Vereine
Santa Cruz begann siebenjährig im ortsansässigen Armeesportclub seines Geburtsortes Asunción, der Hauptstadt seines Landes, mit dem Fußballspielen und wechselte zwei Jahre später in die Jugendabteilung des Club Olimpia. Nach sieben Jahren rückte er 1997 in die Profimannschaft auf und debütierte bereits im Alter von 16 Jahren in der Primera División de Paraguay, der ersten Liga Paraguays. Mit dem Verein gewann Santa Cruz dreimal die Meisterschaft und fünfmal die Halbjahresmeisterschaften der Apertura und Clausura.
Während der Junioren-Weltmeisterschaft 1999 wurde der FC Bayern München auf ihn aufmerksam, der den Stürmer im Mai 1999 für umgerechnet fünf Millionen Euro verpflichtete. Nach einer erfolgreichen ersten Saison 1999/2000, in der er fünf Tore in elf Spielen schoss und mit den Bayern zwei Titel gewann, verletzte sich Santa Cruz häufig – Außenbandriss (3. November 2001), Sprunggelenksverletzung (14. Juli 2002), Mittelhandbruch (30. Oktober 2002), Innenbandriss (10. Januar 2003 und 2. April 2003), Meniskusschaden (5. September 2004), Knieverletzung (24. Oktober 2004) – und kam in keiner der nächsten Spielzeiten dauerhaft zum Einsatz.
Nach einer halbjährigen Rekonvaleszenz, in der er einen Schicksalsschlag durch den Tod seines Bruders Oscar am 30. Januar 2005 verarbeiten musste, konnte Santa Cruz an frühere sportliche Erfolge anknüpfen. Nach guten Leistungen im Herbst 2005 wurde er wieder in die A-Nationalmannschaft berufen. Am 29. Oktober 2005 (11. Spieltag) jedoch zog er sich beim 2:1-Sieg im Auswärtsspiel gegen den 1. FC Köln einen Kreuzbandriss und einen Teilabriss des Innenbandes im rechten Knie zu. Trotz der Schwere der Verletzung wurde sein Vertrag beim FC Bayern München am 15. November 2005 um weitere drei Jahre verlängert. Seine vielbeachtete Rückkehr in die Mannschaft krönte er am 3. Mai 2006 (32. Spieltag) beim 3:1-Sieg im Bundesliga-Heimspiel gegen den VfB Stuttgart von Beginn an hinter den Spitzen Roy Makaay und Claudio Pizarro mit dem Treffer zum zwischenzeitlichen 1:1 in der 11. Minute.
Am 28. Juli 2007 wechselte er für die Ablösesumme von fünf Millionen Euro nach England zum Erstligisten Blackburn Rovers, für den er bereits im ersten Pflichtspiel am 11. August (1. Spieltag) gegen den FC Middlesbrough, wenige Minuten nach seiner Einwechslung, zum zwischenzeitlichen 1:1 traf. Am 15. Dezember 2007 (17. Spieltag) gelang Santa Cruz ein Hattrick gegen Wigan Athletic, wobei Blackburn das Spiel mit 3:5 verlor. Es war das erste Mal seit über zehn Jahren in Englands höchster Spielklasse, dass ein Team trotz eines eigenen Hattricks verlor. Am Ende seiner ersten Saison in England wurde Santa Cruz mit 19 Toren in 37 Spielen viertbester Torschütze der Liga. In der Spielzeit 2008/09 war er in 20 Einsätzen nur noch vier Mal erfolgreich.
Zur Saison 2009/10 wechselte Santa Cruz für die Ablösesumme von rund 21 Millionen Euro zu Manchester City. Für den Verein gab er am 28. September 2009 (7. Spieltag) beim 3:1-Heimsieg über West Ham United nach der Einwechslung in der 80. Minute für Shaun Wright-Phillips sein Debüt. Im Januar 2011 wechselte Santa Cruz auf Leihbasis zurück zu den Blackburn Rovers, nachdem er bei Manchester City in eineinhalb Jahren nur auf 20 Einsätze gekommen war.
Am 29. August gab Betis Sevilla die Verpflichtung von Santa Cruz für eine Saison von Manchester City auf Leihbasis bekannt. Sein Debüt gab er am 11. September 2011 (2. Spieltag) beim 1:0-Sieg im Heimspiel gegen den RCD Mallorca, nachdem er in der 75. Minute für Jorge Molina eingewechselt worden war. Am 22. September 2011 (5. Spieltag) erzielte er beim 4:3-Sieg im Heimspiel gegen Real Saragossa seine ersten beiden Tore in der Primera División.
Am 31. August 2012 wechselte Santa Cruz erneut auf Leihbasis für eine Saison zum Ligakonkurrenten FC Málaga, der ihn nach der Saison für drei weitere Jahre verpflichtete. Nach 73 Ligaspielen, in denen er 17 Tore erzielte, unterzeichnete Santa Cruz am 29. Dezember 2014 einen bis Saisonende 2016 gültigen Vertrag beim mexikanischen Erstligisten CD Cruz Azul und ist mit Beginn der Clausura 2015 für den Verein spielberechtigt. Sein Debüt gab er am 11. Januar 2015 (1. Spieltag) beim 1:0-Sieg im Auswärtsspiel gegen den CF Pachuca, sein erstes Ligator erzielte er am 22. März 2015 (11. Spieltag) beim 2:1-Sieg im Heimspiel gegen Club Tijuana mit dem Treffer zum zwischenzeitlichen Ausgleich in der 41. Minute.
Am 26. August 2015 wurde bekannt gegeben, dass Santa Cruz zum FC Málaga zurückkehren würde, da der Verein ihn für die gesamte Saison 2015/16 von Cruz Azul ausgeliehen hat. Nach dem Abschluss der Saison kehrte er zu seinem ehemaligen Stammverein, dem Erstligisten Club Olimpia zurück, um an den Vorbereitungen der anstehenden Clausura teilnehmen zu können. Mit Ablauf der Spielzeit 2021 bestritt er seither 104 Meisterschaftsspiele, in denen er 39 Tore erzielte und neun Vorlagen beisteuern konnte, zweimal die Apertura und dreimal die Clausura-Meisterschaft gewann.
Mit Ablauf seines Vertrages wechselte der mittlerweile 40-jährige Santa Cruz Ende des Jahres 2021 zum Club Libertad, der ebenfalls in Asunción zu Hause ist.

### Nationalmannschaft
Roque Santa Cruz nahm an den Südamerikameisterschaften 1999, 2007, 2011 und 2015 teil. Bei den zwei erstgenannten Turnieren erreichte er mit der Nationalmannschaft Paraguays jeweils das Viertelfinale und erzielte in je vier Turniereinsätzen jeweils drei Tore. 2011 erzielte er in vier Turniereinsätzen ein Tor und drang mit der Mannschaft bis ins Finale vor, das Paraguay mit 0:3 gegen Uruguay verlor. 2015 bestritt er einschließlich des mit 1:6 verlorenen Halbfinales fünf Turnierspiele. Er nahm ferner an den Weltmeisterschaften 2002 in Japan und Südkorea, 2006 in Deutschland, 2010 in Südafrika und am olympischen Fußballturnier 2004 in Athen teil, in dem er allerdings nicht eingesetzt wurde.
Am 7. September 2014 bestritt er gegen die Auswahlmannschaft der Vereinigten Arabischen Emirate sein 100. Länderspiel. Er ist der Rekordtorschütze seines Landes.

## Erfolge
Nationalmannschaft
- Zweiter der Copa América 2011
- Olympische Silbermedaille 2004

Olimpia Asunción
- 8 × Paraguayischer Meister:
  - 3 × Profiliga-Meister 1997, 1998, 1999
  - 2 × Apertura-Meister 2018, 2019
  - 3 × Clausura-Meister 2018, 2019, 2020[11]
- 1 × Copa Paraguay: 2021
- 1 × Supercopa Paraguay: 2021

FC Bayern München
- 1 × Weltpokal-Sieger: 2001
- 1 × UEFA-Champions-League-Sieger: 2001
- 5 × Deutscher Meister: 2000, 2001, 2003, 2005, 2006
- 4 × DFB-Pokal-Sieger: 2000, 2003, 2005, 2006
- 2 × Ligapokal-Sieger: 2000, 2004

Club Libertad
- 2 × Paraguayischer Meister:
  - 2 × Apertura-Meister 2022, 2023

## Auszeichnungen
- Paraguayischer Fußballer des Jahres 1999, 2019
- Fußballer des Monats Dezember 2007 in der Premier League

## Sonstiges
2004 wirkte Santa Cruz in einem Musik-Video der Sportfreunde Stiller mit. In deren ihm gewidmeten Lied „Ich, Roque!“, bringt er sich verbal mit „Ich, Roque!“ ein, das als phonetisches Wortspiel auch als „Ich rocke!“ verstanden werden kann.
Santa Cruz ist verheiratet und hat vier Kinder. Er hat einen jüngeren Bruder, Julio Santa Cruz, und einen Cousin, Sixto Santa Cruz, die beide ebenfalls Profi-Fußballer sind. Ein weiterer Bruder, Oscar Santa Cruz, war ebenfalls Fußballspieler, starb aber im Jahr 2005 bei einem Autounfall. Zudem hat Santa Cruz einen weiteren Bruder.
Roque Santa Cruz ist auf dem deutschen Cover des sechsten Teils der Fußballsimulation Pro Evolution Soccer abgebildet.